# Опал (Вайоминг)
Опал (англ. Opal, Wyoming) — город, расположенный в округе Линкольн (штат Вайоминг, США) с населением в 102 человека по статистическим данным переписи 2000 года.

## География
По данным Бюро переписи населения США город Опал имеет общую площадь в 1,04 квадратных километров, водных ресурсов в черте населённого пункта не имеется.
Город Опал расположен на высоте 2033 метра над уровнем моря.

## Демография
По данным переписи населения 2000 года в Опале проживало 102 человека, 26 семей, насчитывалось 40 домашних хозяйств и 48 жилых домов. Средняя плотность населения составляла около 91,4 человека на один квадратный километр. Расовый состав Опала по данным переписи распределился следующим образом: 99,02 % — белых, 0,98 % — представителей смешанных рас. Испаноговорящие составили 5,88 % от всех жителей города.
Из 40 домашних хозяйств в 40,0 % — воспитывали детей в возрасте до 18 лет, 55,0 % представляли собой совместно проживающие супружеские пары, в 7,5 % семей женщины проживали без мужей, 35,0 % не имели семей. 32,5 % от общего числа семей на момент переписи жили самостоятельно, при этом 5,0 % составили одинокие пожилые люди в возрасте 65 лет и старше. Средний размер домашнего хозяйства составил 2,55 человек, а средний размер семьи — 3,31 человек.
Население города по возрастному диапазону по данным переписи 2000 года распределилось следующим образом: 33,3 % — жители младше 18 лет, 3,9 % — между 18 и 24 годами, 32,4 % — от 25 до 44 лет, 24,5 % — от 45 до 64 лет и 5,9 % — в возрасте 65 лет и старше. Средний возраст жителей составил 33 года. На каждые 100 женщин в городе приходилось 100,0 мужчин, при этом на каждые сто женщин 18 лет и старше приходилось 119,4 мужчин также старше 18 лет.
Средний доход на одно домашнее хозяйство в городе составил 38 750 долларов США, а средний доход на одну семью — 52 083 доллара. При этом мужчины имели средний доход в 50 750 долларов США в год против 0 долларов среднегодового дохода у женщин. Доход на душу населения в городе составил 14 355 долларов в год. Все семьи города имели доход, превышающий уровень бедности, 2,2 % от всей численности населения находилось на момент переписи населения за чертой бедности.